# Університет у Крагуєвці
Університет в Крагуєвці засновано 21 травня 1976 року в Крагуєвці. Його коріння сягає першої половини ХІХ сторіччя, коли 1838 року в цьому місті був заснований ліцей, як перша вища навчальна інституція Сербії.
Університет включає 12 факультетів, які розміщені по шести містах, з яких Крагуєваць є центральним.

## Історія
Перший факультет в Крагуєвці, машинобудування і економіки, був створений на початку 1960-х років як кафедра університету Белграда, а на початку 1970-х років до нього додалися факультети права та природничих наук.
На базі цих факультетів та Навчально-технічного факультету міста Чачак і Інституту дрібних зерен в Крагуєвці, та Інституту досліджень плодів, 21 травня 1976 року створений Університет в Крагуєвці.

## Університет сьогодні
Сьогодні університет складається з 12 факультетів, розташованих в 6 містах Центральної Сербії.
В університеті Крагуєвця реалізовано понад 60 програм фундаментальних досліджень і пропонується студентам можливість отримати високі наукові та професійні звання з широкого кола наук.
Університет є автономним освітнім і науковим закладом, заснованим у Республіці Сербія. Університет Крагуєвця є невід'ємною, складовою частиною всієї системи вищої освіти Республіки Сербія, його інтегративність знаходить своє відображення перш за все в реалізації єдиної політики в галузі освіти. Крім зв'язків з освітньою політикою, яка реалізується Сербською Республікою, програма розвитку університету базується на потребах розвитку регіону, в якому він знаходиться, на принципах соціальної обумовленості, концептуального-дизайну, а також на принципах раціональності та ефективності. В університеті навчається близько 12 000 студентів. Випускники університету, захистили 400 дисертацій магістрів і 200 докторських дисертацій.

## Факультети
- Факультет Агрономії у Чачку
- Економічний факультет у Крагуєвці
- Факультет Проєктування і будівництва у Кралєво
- Факультет медичних наук у Крагуєвці
- Факультет педагогічних наук у Ягодині
- Правовий фаультет у Крагуєвці
- Природно-математичний факультет у Крагуєвці
- Факультет технічних наук у Чачку
- Вчительський факультет в Ужицях
- Факультет туризму у Врнячкій Бані
- Факультет інженерних наук у Крагуєвці
- Філологічно-мистецький факультет у Крагуєвці